# Boccaccio Boccaccino
Boccaccio Boccaccino (født ca.1467; død ca.1525) var en italiensk renæssancemaler fra den tidlige italienske renæssance fra Emilia-skolen. Han er omtalt i Vasaris Le Vite delle più eccellenti pittori, scultori, ed architettori (Biografi over de allerbedste malere, skulptører og arkitekter).
Boccaccio Boccaccino er født i Ferrara, hvor han også studerede sandsynligvis under Domenico Panetti. Kun lidt kendes til hans liv. Hans kunstneriske udfoldelser foregik i Venedig, Ferrara og i særdeleshed i Cremona, hvor han grundlagde en skole, hvor Garofalo var elev.
Hans mest anerkendte værker er freskerne i Cremonakatedralen (1506-1519) af Jomfru Marias fødsel samt nogle scener fra hendes liv. Han blev efterfulgt af Altobello Melone. Mange af hans værker er nu gået tabt. Endnu findes: Katharinas ægteskab (Accademia), Jomfruen, barnet og fire helgener (Venedig, San Giuliano), Jomfruen og to helgener (Cremona, San Quirilo) og Den hellige familie (Paris, Louvre). Adskillige andre værker, der før var anset som malet af Pietro Perugino, Pinturicchio eller Garofalo, menes nu at være af Boccaccio.
Hans søn og elev Camillo Boccaccino (1501-46) var ligeledes kunstmaler, han i Cremona.

## Galleri
- Jomfru Maria, Jesubarnet, helgener og en donor. 16. århundrede
- Jomfru Maria, Jesubarnet og helgener. c.1505. Gallerie dell'Accademia, Venedig.
- Madonna, Museum of Fine Arts, Boston, USA
- Jomfru Maria og Jesubarnet. c.1510. Muzeul National de Arta, Bukarest
- 15. århundrede
- Jomfru Maria og Jesubarnet. c.1510. Lowe Art Museum, Miami, USA.
- Jomfru Maria og Jesubarnet. Metropolitan Museum, New York, USA